# Semiothisa cruciata
Semiothisa cruciata là một loài bướm đêm trong họ Geometridae.